# PD수첩의 미국산 쇠고기 관련 보도
2008년 당시에 문화방송(MBC)의 《PD수첩》은 미국 쇠고기 수입협상의 문제점을 주장하며 광우병(소해면상뇌병증)의 위험성(이른바 광우병 관련 왜곡 파장)을 알리는 보도를 몇 차례 하였었다.
그런데, 특히 같은 해(2008년)의 4월 29일 보도는 결국, 한미 쇠고기 협상 내용에 대한 반대 시위(미국산 광우병 소 수입 및 유입 협상 반대를 호소하는 무자년 촛불 시위)에 기폭제 및 관련된 산파역 등의 역할을 하였었다. 그렇지만 이후 일부 내용을 오역한 사실이 확인되었고, 이를 두고 엇갈린 두 가지의 반응이 나왔다. 당시의 대한민국 정부, 여당(한나라당, 훗날의 자유한국당)과 보수 성향의 신문은 광우병 관련 위험이 과장·왜곡되었다고 주장했고, 야당(주요적으로는, 그 당시의 통합민주당)과 진보 성향의 신문은 아무리 사소한 실수가 있었을지언정 그 실수는 차라리 그뿐이거니와, MB 정부가 협상을 잘못했다는 취지의 그토록 명명백백(明明白白)한 그 본질(本質)은 오히려 변하지 않았다고 주장했다. 2008년 7월 20일 민사법원은 《PD수첩》에 “PD수첩은 잘못된 광우병 보도 내용에 대해 정정 보도를 하라”고 판결했다. 2009년 3월, 《PD수첩》 제작진은 정운천 전직 농림수산식품부 장관의 명예를 훼손한 혐의 등으로 기소되었으나, 2011년 9월 2일 대법원은 제작진 5명 모두에게 무죄를 선고한 원심을 확정했다. 이 외에 《PD수첩》 측은 보수단체가 제기한 소송에서도 승소했다. 그러나 대법원은 “대한민국 국민이 광우병에 걸릴 가능성이 더 크다는 보도”는 허위 보도이며 정정 보도를 내보내라고 판결했고, 문화방송(MBC)은 2011년 9월 5일, 공식 사과문을 발표했었다.

## 보도 목록
- 2008년 4월 29일 769회 《긴급취재, 미국산 쇠고기, 과연 광우병에서 안전한가?》
- 2008년 5월 13일 771회 《미국산 쇠고기, 과연 광우병에서 안전한가? 2》
- 2008년 5월 27일 772회 《미국산 쇠고기 수입과 언론 보도》
- 2008년 6월 24일 776회 《쇠고기추가협상과 PD수첩 오보논란의 진실》
- 2008년 7월 15일 779회 《PD수첩 진실을 왜곡했는가?》
- 2009년 4월 28일 811회 《한미 쇠고기 협상, 그 후 1년》
  - OIE 기준에 대한 논란
  - 수입 당시 미국의 약속은 잘 지켜지고 있는가?
  - 언론 보도에 대한 명예훼손 사례

## 일지

### 2007년(아직참여 정부시대 말기)
- 2007년 4월 2일 : 대한민국 정부, 한미 FTA 협상 타결
- 2007년 4월 미국산 쇠고기 국내 반입
- 2007년 10월 뼛조각 발견으로 미 쇠고기 수입 전면 중단

### 2008년
- 2008년 2월 25일 : 대한민국 이명박 제17대 대통령 취임
- 2008년 4월 11일 : 대한민국 정부, 한미 쇠고기 2차 협상 개시
- 2008년 4월 18일 : 대한민국 정부, 한미 쇠고기 2차 협상 타결
- 2008년 4월 19일 : 이명박 - 부시 대통령 데이비드 캠프 한미 정상회담
- 2008년 4월 29일 : 《PD수첩》, 《긴급취재, 미국산 쇠고기, 과연 광우병에서 안전한가?》편 방영
- 2008년 5월 2일 : 대한민국 정부, 미국산 쇠고기 안전성 기자회견
- 2008년 5월 13일 : 《PD수첩》, 《미국산 쇠고기, 과연 광우병에서 안전한가? 2》편 방영
- 2008년 5월 19일 : 언론중재위원회, ‘정정 반론 취지문 보도 필요’ 직권 결정
- 2008년 5월 27일 : 《PD수첩》, 《미국산 쇠고기 수입과 언론 보도》편 방영
- 2008년 6월 24일 : 《PD수첩》, 《쇠고기추가협상과 PD수첩 오보논란의 진실》편 방영
- 2008년 6월 26일 : 대한민국 정부, 미국산 쇠고기의 수입위생조건 명시 농림수산식품부 고시 관보 게재
- 2008년 7월 1일 : 수입육 직판장 에이미트에서 미국산 쇠고기 최초 판매
- 2008년 7월 15일 : 《PD수첩》, 《PD수첩 진실을 왜곡했는가?》편 방영
- 2008년 7월 17일 : 방송통신심의위원회, 《PD수첩》에 ‘시청자에 대한 사과’ 중징계
- 2008년 9월 : 시민과 함께하는 변호사들, 《PD수첩》에 대해 손해배상 청구 소송 제기.

### 2009년
- 2009년 1월 7일 : MBC 《PD수첩》의 광우병 보도사건 수사 팀장인 임수빈 서울중앙지검 형사2부장 검사 사표 제출.
- 2009년 2월 17일 : 법원, 시민과 함께하는 변호사들의 손해배상 소송을 기각함.[8]
- 2009년 3월 3일 : 정운천·민동석, 《PD수첩》 제작진 6명을 명예훼손 혐의로 고소.[9]
- 2009년 3월 25일 : 검찰, 《PD수첩》 이춘근 PD 체포.[9]
- 2009년 4월 15일 : 검찰, 《PD수첩》 김보슬 PD 체포.[10]
- 2009년 4월 27일 : 검찰, 《PD수첩》 제작진 조능희 CP, 송일준 PD, 김은희 작가, 이연희 작가 등 4인을 체포하였다. 방송4사 작가들은 “프리랜서인 방송작가마저 체포한 사상초유의 만행을 저질렀다”며 강력 반발.[11]
- 2009년 4월 28일 : 《PD수첩》, 《한미 쇠고기 협상, 그 후 1년》편 방영.
- 2009년 6월 17일 : 서울고등법원, 일부 정정보도 판결.
- 2009년 6월 18일 : 검찰, 《PD수첩》 제작진 5명을 명예훼손과 업무방해 혐의로 불구속 기소.
- 2009년 12월 21일 : 검찰, 《PD수첩》 제작진에 징역 2~3년을 구형.

### 2010년
- 2010년 1월 20일 : 서울중앙지법, 《PD수첩》 제작진에 무죄 판결[12]
- 2010년 1월 26일 : 보수단체가 MBC 《PD수첩》을 상대로 제기한 사과방송·정정보도·손해배상 청구 관련 민사소송에서 《PD수첩》 제작진의 승소 판결[5]

《PD수첩》 - 제847회 "형사소송 1심 “PD수첩, 무죄”라는 제목으로 《PD수첩》의 입장과 무죄 판결에 대한 분석 방영.
- 2010년 12월 2일 검찰이 기소한 《PD수첩》 왜곡보도 관련 2심에서 무죄 판결[13]

### 2011년
- 2011년 9월 2일 정운천 전직 농림수산식품부 장관에 대한 명예훼손에 대해 대법원 무죄 확정 판결.

## 방영 내용 논쟁
2009년 3월 3일 당시에 지난날 전직 한미 쇠고기 협상 수석 대표 등을 지낸 민동석(전직 농수부(농식품부)의 농업통상정책관 출신으로 훗날 외교부(외통부)의 제14대 제2차관 등을 역임)과, 그리고 정운천(전직 농수부(농식품부)의 초대 장관 출신의 정치인인데 훗날 무소속 국회의원 등을 역임)이라는, 이 둘(민동석, 정운천)은 결국, MBC(문화방송)의 《PD수첩》 의 6명의 제작진들을 명예훼손으로 검찰에 고발하였으며, 검찰은 제작진 전원을 체포하여 수사를 진행하였다. 검찰이 광우병 관련 시사 제작 및 보도 내용에 대해 《PD수첩》의 제작진 측에 문제를 제기한 부분은 다음과 같다.
주요 쟁점은 다음의 7가지이다.
1. 앉은뱅이 소(주저앉은 소, 다우너 소)가 광우병에 걸렸을 가능성이 큰가?
2. 아레사 빈슨의 사인이 인간광우병과 관련이 있는가?
3. 대한민국 정부가 월령 30개월 미만인 소의 특정위험물질(SRM) 5가지에 대한 수입을 허용했는가?
4. 대한민국 국민이 인간광우병에 걸릴 가능성이 더 큰가? 또는 MM형 유전자를 가진 사람이 인간광우병에 취약한가?
5. 미국에서 광우병 발생 시 우리 정부가 독자적 조치를 취할 수 있는가?
6. 라면 스프 등에 의해서도 인간광우병에 감염될 수 있는가?
7. 협상단의 실태 파악에 문제가 있었는가? 또는 대한민국 정부가 수입 위생 조건을 졸속으로 개정했는가?

재판부는 이 가운데 1, 2, 4번에 대해 허위라고 판단했고, 4번은 정정보도 대상으로 보았다. 언론에서 주요 쟁점으로 다룬 것은 1,2,3,4,7번이다.
한편, 농수부(대한민국 농림수산식품부)와 방심위(대한민국 방송통신심의위원회)라는 양 측에서도 오역을 한 바가 있었기에 정치적으로 더욱 민감한 대목의 사안이 되었다. 2010년 1월 20일, 《PD수첩》의 제작진은 결국 무죄 판결을 받았다.

### 앉은뱅이 소

#### 오역 지적 제기 비반영 문제
2009년 6월 당시에, 《미국산 쇠고기 과연 광우병에서 안전한가?》라는 편(지난 2008년 4월 29일 방영)을 번역 감수한 정지민은 시청자게시판에 “영어번역/감수한 사람입니다”라는 글을 통해 《PD수첩》의 제작진 측에 다음과 같은 문제를 제기했고, 오역에 대해 지적했으나 반영되지 않았다고 다음과 같이 주장했다.
- “다우너 소”를 광우병과 연결하지 말라고 했으나, 맥락상 연결됨.
- 아레사 빈슨의 사인이 확실하지 않다는 것을 충분히 강조되지 않음.

#### 오역 지적 제보 비반영에 관련하여 언론의 보도 반응
2009년 6월 25일, 조선일보, 동아일보, 중앙일보 등은 정지민의 주장을 1면 머리기사로 실으며 집중 보도했다. 그러나 그 4개월 전인 2009년 2월에 조선일보, 동아일보, 중앙일보는 다우너 소와 광우병을 연결하는 기사를 내보낸 바 있다.
《뉴시스》에 따르면 방영 내용과 관련하여 논쟁거리가 된 부분은 다음과 같다.
1. “charged with animal cruelty →동물학대 혐의를 받고 있는 ”을 “광우병 의심 소를 억지로 일으켜”로 표현하였다.
2. 휴메인 소사이어티가 “다우너 소의 원인은 병원성 대장균, 살모넬라, 그리고 매우 드물게 광우병에 감염된 경우이다.”라고 했으나 《PD수첩》은 다우너 소의 원인으로 광우병만을 강조하였다.
3. 진행자는 영상에 나온 다우너 소를 “광우병 걸린 소”라고 잘못 언급하였다.

#### 《PD수첩》의 제작진들과번역가 정지민 씨의 팽팽한 쌍방각도의 공방전
《PD수첩》의 제작진 측은 다우너 소와 광우병을 연결시켜서는 안 된다는 주장을 이해할 수 없다는 입장을 밝혔다.
한편 공판에서도 번역가 정지민은 해당 동영상이 오히려 동물 학대에 대한 내용이며, 절대로 광우병 소와는 당연히 무관하다고 주장했다. 검찰은 번역가 정지민의 주장을 근거로 다우너 소를 광우병 위험소로 볼 수 없다고 주장하였다. 그러나 농식품부 주무 사무관 이씨 그는 “다우너 소를 광우병 위험소로 보는 것이 맞느냐?”라고 묻자 증인석에서 “네, 그렇습니다.”라고 답했다. 《PD수첩》 변호인은 다우너 소가 광우병 위험소로 볼 수 있는 근거로 버락 오바마 미국 대통령이 다우너 소에 대한 전면 도축 금지 조치를 취한 것 등을 예로 들었다. 《PD수첩》의 변호인이 동영상 제작자와의 인터뷰 내용(동물 학대와 광우병 소에 대한 내용을 담고 있다는 대목)을 공개하자, 정지민은 동영상 제작자가 그러한 생각은 가지는 것은 당연하다고 말했다.

#### 재판부의 1심 판결
1심에서 재판부는 제작진이 공소사실과 달리 다우너 소들을 “광우병이 의심되는 소”라고 보도해 허위사실로 볼 수 없고, 검찰이 제시한 이유만으로는 다우너 소들이 광우병에 걸렸을 “가능성이 거의 없다”고 단정할 수 없다고 판단했다.

#### 재판부의 2심 판결
2심에서 재판부는 소가 주저앉는 증상에는 광우병 외에도 대사장애나 골절장애 등 수십 가지 다양한 원인이 있고, 1997년 이후 미국에서 출생한 소 가운데 광우병에 걸린 소가 발견되지 않은 점을 들어 이 동영상에 등장하는 소가 광우병에 걸렸을 확률은 크지 않다고 봤다. 그런데도 시청자에게 동영상에 등장하는 소가 광우병에 걸렸을 개연성이 크다는 인상을 준 사안의 보도는 허위라고 판결했다.

### 아레사 빈슨의 사인
방영 내용과 관련하여 논쟁거리가 된 부분은 다음과 같다.
- 아레사 빈슨 모친의 발언 “I could not understand how my daughter could possibly have contracted the possible human form of mad cow disease”에서 “could possibly have →걸렸을지도 모르는 ”을 “걸렸던”으로 표현하였다.
- “doctors suspect →의사들은 (걸렸을지도 모른다고) 의심한다 ”를 “의사들은 … 걸렸다고 합니다”로 자막 처리하였다.
- 아레사 빈슨 모친의 발언 “The results had come in from MRI and it appeared that our daughter could possibly have CJD →MRI 결과가 나왔는데 우리 딸이 CJD에 걸렸을지도 모른다는 결과이다. ”에서 “CJD”를 “vCJD”로 자막 처리하였다.
- 아레사 빈슨 모친의 발언 “if she contracted it →내 딸이 만일 걸렸다면 ”을 “어떻게 그 병에 걸렸는지”로 표현하였다.
- 보건 당국자의 발언 “Right now I don't have any answer →지금 당장은 어떤 해답도 없네요. ”을 “지금 (인간 광우병으로) 결론이 나온 게 아니기 때문에 따로 말씀드릴 게 없네요.”라고 자막 처리하였다.

검찰은 《PD수첩》 측이 CJD(크로이츠벨트 야코프병)를 vCJD(변종 크로이츠벨트 야코프병, 인간광우병)으로 임의로 고쳐 표기하였으며, 아레사 빈슨의 유족이 현지 의료진을 상대로 한 소송에서 vCJD가 전혀 언급되지 않았다고 주장했다. 손해배상 청구 소송 소장에 따르면, “빈슨 양이 보통 광우병이라고 불리는 변종 크로이츠펠트 야콥병 진단을 받고 2008년 4월 4일 퇴원했다.”(Miss Vinson was discharged to home on April 4 2008 with the diagnosis of variant Creuzfeldt-Jakob disease, commonly refered to as 'mad cow disease')라고 적시돼 있다. 번역가 정지민이 초벌 번역한 영상을 분석한 결과 아레사 빈슨의 어머니 로빈 빈슨이 ‘a variant of CJD’라고 말하는 부분이 있었다. 이에 대해 정지민은 그것이 꼭 vCJD를 뜻한다고 볼 수 없다고 했다.
또한 검찰은 《PD수첩》 측이 빈슨의 사망과 관련해서도 위절제 수술에 따른 후유증, 뇌 산소 부족 등 다양한 가능성이 있는데, 이를 언급하지 않고 사인이 vCJD인 것으로 단정하였다고 주장했다. 《PD수첩》 변호인은 뉴욕타임즈, CNN, 폭스뉴스 등 미국 언론 대부분이 아레사 빈슨 사인을 인간광우병으로 추정 한 예를 들었다.
1심 재판에서 재판부는 제작진이 공소사실과 달리 “빈슨이 MRI 검사 결과 인간광우병 의심진단을 받고 사망했고 정확한 사인을 조사하고 있다”만 보도했기 때문에 허위가 아니라고 봤다. 또 실제 사인이 인간광우병이 아닌 것으로 밝혀졌지만 방송 당시는 알 수 없었기 때문에 허위로 볼 수 없다고 판단했다.
그러나 2심에서 재판부는 “주치의 A J 바롯 씨는 인간광우병에 대해 일반적인 대답을 했을 뿐 아레사 빈슨 씨에 관한 얘기는 일절 하지 않았고 번역 자막 중 일부는 인간광우병에 걸렸다는 취지로 단정하는 듯 잘못 번역돼 아레사 빈슨 씨의 사인이 인간광우병이 확실하다는 인상을 준다.”며 허위라고 인정했다.

### 한국인의 유전자형 및 MM형 유전자
검찰은 MM형 유전자가 인간광우병의 발병 위험성을 높인다고 단정할 수 없기에 발병 확률이 94%가량 된다고 보도한 것은 허위라고 했다.
1심 판결에서 서울중앙지법은 “한국인의 유전자형이 상대적으로 인간광우병에 유전적으로 취약하다”는 것이 전체 보도의 취지이며, 중요한 부분이 사실에 부합하기 때문에 허위로 볼 수 없다고 보았다.
그러나 2심 판결에서 재판부는 “유전자가 MM형인 사람이 광우병 쇠고기를 먹으면 무조건 인간광우병에 걸린다.”와 “한국인의 94.3%는 유전자형이 MM형이다.”라는 두 가지 전제가 충족돼야 하는데, 인간광우병 발병에는 다양한 원인이 있을 수 있어 첫 번째 전제가 성립하지 않아 결과적으로 허위라고 판결했다.
또한 유전자형만으로는 인간광우병 발생 확률을 단정할 수 없음에도 “유전자형에 비춰 한국인의 발생확률은 94%로서, 영국인에 3배, 미국인에 2배”라고 보도하였다. 그리고 SRM 0.1g을 먹더라도 종간 장벽 등으로 인해 vCJD에 감염될 가능성은 지극히 낮고, 또 감염되더라도 발병하지 않고 무증상일 가능성이 발병할 가능성 보다 20∼50배임에도 불구하고 “0.1그램으로도 감염, 100% 사망”라고 언급하였다.

### 특정위험물질
뉴시스는 한미 쇠고기 협상에서 특정위험물질(SRM 부위)가 변경됐음에도 《PD수첩》은 종전의 기준을 보도하였고 지적한 바 있다. 검찰 역시, 개정된 조건에 따르면 30개월령 미만의 경우 SRM을 제거한 뒤 수입하는데 SRM 부위가 수입된다고 보도한 것은 허위라고 지적했다.
1심은 SRM을 분류하는 기준이 나라마다 다르고 절대적 기준이 없으며, 방영 내용은 종전 분류 기준에 따른 것으로 볼 수 있기에 허위가 아니라고 판단했다.

### 협상단의 실태 파악
검찰은, 정부 협상단이 실태 파악을 제대로 하지 않았거나 은폐ㆍ축소했다는 보도는 허위라고 주장했다.
1심은 의심할 만한 합리적인 근거를 갖고 협상 결과를 비판한 것으로 볼 수 있기 때문에 언론의 자유에 따른 정당한 비판이라고 판단했다.

### 기타
- 《뉴시스》는 다음과 같은 부분에 대해 문제를 제기한 바 있다.[14]
  - “dairy cow →젖소 ”를 “이런 소”로 표현하였다.
  - CNN 뉴스는 도축장에 들어가기 전 1차 검사를 받고 이후에 소가 쓰러지는 경우 재검사를 통해 도축 여부를 결정하게 되지만 잘 지켜지지 않고 있다고 설명했으나, 《PD수첩》의 CNN 인용 부분에 따르면 1차 검사만 통과하면 도축이 가능한 것으로 잘못 이해할 소지가 있다.
  - 포츠머스 보건당국의 보도자료 가운데 “뇌질환 사망자 조사”를 “vCJD 사망자 조사”로 왜곡하고, 원인 미상 뇌질환 사망자에 대해서는 광범위하게 부검하고 있음에도 마치 vCJD로 의심됐기 때문에 부검을 실시한 것처럼 잘못 이해할 소지가 있다.
  - 《PD수첩》이 인용한 CNN 여론조사는 즉석으로 실시한 여론조사로서 신뢰도가 낮은데, 여론조사 실시 방법을 언급하지 않았다.
  - 라면스프를 통한 vCJD 감염 사례는 현재까지 단 1건도 없고, 화장품 재료 등을 통한 vCJD 감염 가능성은 별로 없는 것으로 분석되었음에도 라면스프를 통한 감염 위험을 보도하였다.
- 결국 《PD수첩》의 허위 광우병 보도는 광우뻥
  - 결국 2008년 4월과 같은 해 5월 당시의 《PD수첩》의 광우병 보도는 사실상 광우뻥 보도와 진배없다며 대한민국 국내의 세인들에게 번번이 비난을 사고 있다.

## 검찰수사 중 인권침해 논란
2009년 6월 19일 서울중앙지검 형사 제6부는 《PD수첩》 수사와 관련하여, 《PD수첩》 김은희 작가의 7년치 이메일을 뒤져 2009년 6월 18일 일부를 공개하여 인권침해 논란을 빚었다. 내용은 이명박 정부에 대한 적개심 때문에 광우병 방송을 만들게 되었다는 것이었다. 그 와중에 작가의 사생활이 담긴 이메일과 지인에게 보낸 개인 메일까지 공개했다.
이에 《PD수첩》 측과 진보언론 측은 인권침해라며 항의하였고, 검찰과 보수언론 측은 정당한 정보 공개라며 항변하였다.

## 방송 관련기관

### 언론중재위원회
2008년 5월 19일 언론중재위원회는 농림수산식품부가 제기한 문화방송 《PD수첩》의 《긴급취재! 미국산 쇠고기, 광우병에서 안전한가》 방송 내용 중 일부 정정·반론 요청에 대해 “정정·반론 취지문 보도가 필요하다”고 직권 결정을 하였다.

### 방송통신심의위원회
2008년 7월 17일 방송통신심의위원회는 《PD수첩》에 대해 ‘시청자에 대한 사과’를 게재하라는 중징계를 내렸다. 이에 MBC 측은 방송통신심의위가 보내온 사과문을 내보냈다.
(주)문화방송은 MBC-TV ‘PD수첩’(긴급취재, 미국산 쇠고기 광우병에서 안전한가) 1,2 방송(4월29일, 5월13일) 중 미국 시민단체 ‘휴메인 소사이어티’의 동물학대 동영상과 광우병 의심환자 사망소식을 다루면서 여섯 가지 오역과 진행자가 주저앉은 소에 대해 “광우병 걸린 소”로 단정하는 표현을 방송하고, 한국인이 서양 사람보다 인간 광우병에 더욱 취약하다며 "한국인이... 인간 광우병 발병 확률이 94%라는 내용을 방송하고, 사회적 쟁점이나 이해관계가 첨예하게 대립되는 사안을 다루면서, 미국의 도축 시스템·도축장 실태·캐나다 소 수입·사료통제 정책 등에 대해 일방의 견해만 방송한 사실이 있습니다. 

### 반응
- 번역가 정지민

이 문제에 대해 문제 제기를 한 정지민(번역가)은 《PD수첩》 제작진이 의도적으로 오역(번역의 오류)한 수준을 넘어 기획 의도에 따라 왜곡을 했다며, 극히 희박한 가능성을 모아서 마치 위험이 실재하는 것처럼 보도를 하는 것은 상당히도 무책임한 일이라고 지적했다. 특히, “《PD수첩》 측은 내가 일부만 알고 있다며 내 주장을 폄하하려 했다.”라고 주장했다.
- 문화방송 노동조합

문화방송 노조는 “사과 방송 수용은 이명박 정권에 대한 굴복이며 백기 투항하는 것”이라며 엄기영 문화방송 사장의 퇴진까지 고려한 투쟁을 펼치겠다고 밝혔다.
- 언론

몇몇 언론에서는 이번 방통위 결정이 다음과 같은 문제가 있다고 주장했다. 당시 방송통신심의위의 징계 결정은 총 9인의 위원 중에서 대통령과 한나라당이 추천한, 즉 정부 여당이 추천한 6명만이 심의에 참여 했으며(다른 추천위원은 퇴장), 회의록을 남기도록 되어 있는 규정을 피해 간담회라는 편법을 써서 아무런 기록을 남기지 않았다. 또한 심의위원회가 《PD수첩》의 방송 내용을 오역했다가 나중에 수정했다.
법원, 검찰, 방송통신심의위원회, 언론중재위원회 등 4개 기관 모두 《PD수첩》의 방송 내용 중 핵심 내용인 ‘주저앉는 소’와 미국인 여성 아레사 빈슨의 사망 원인 등에 대해 허위 또는 왜곡 보도로 판단하였다.

## 검찰
2009년 1월 7일, 광우병 보도 사건을 수사하면서 검찰 지휘부와 마찰을 빚어 온 임수빈(사법시험 29회)이라는 당시 서울중앙지검 형사2부장(부장검사)이 결국 사표를 제출했다. 임 부장검사는 《PD수첩》 제작진이 일부 사실을 왜곡한 점은 인정되지만 농림수산식품부에 대한 명예훼손은 성립하지 않는다며 무혐의 의견을 굽히지 않아 왔다.
2009년 3월 검찰은 다음에 근거하여 진행하고 있다고 밝혔다.
1. 2008년 6월 농수부의 명예훼손 수사 의뢰.
2. 2009년 2월 미국산 쇠고기 수입업자 6명의 업무방해 진정서 제출.
3. 2009년 3월 정운천(전직 농림수산식품부 장관), 민동석(전직 농림수산식품부 농업통상정책관)의 명예훼손 고소장 제출.

2009년 3월 25일 검찰은 《PD수첩》 이춘근 PD를 체포하였으며, 4월 15일 《PD수첩》 김보슬 PD를 체포하였고, 4월 27일 《PD수첩》 제작진 조능희 CP, 송일준 PD, 김은희 작가, 이연희 작가 등 4인을 체포하였다. 결국, 6월 18일, 검찰은  조능희 CP, 김보슬 PD 등 PD 4명과 작가 1명을 명예훼손ㆍ업무방해 혐의로 불구속 기소했다.
검찰은 《PD수첩》이 의도적인 오역 및 번역 생략(10개 장면), 객관적 사실 왜곡(11개), 설명 생략(7개), 여러 가능성 중 하나만 골라 적시(1개), 화면 편집 순서·연결에 의한 왜곡 강화(1개) 등으로 사실과 다른 보도를 했다고 주장했다. 검찰은 특히 10여 개 장면에선 미국 현지 취재 시 인터뷰 중 방송의 의도에 맞는 부분만 발췌하거나 번역을 임의로 한 뒤 자막으로 내보내 방송심의규정 중 공정성 원칙을 위배했다고 강조했다. 검찰은 이밖에 압수수색으로 확보한 김은희 작가의 이메일에 정부에 강한 반감을 표현한 내용이 들어 있는 점을 《PD수첩》 제작진이 프로그램 제작 당시부터 방송 내용이 허위임을 인식하고 있었다는 근거로 내세우기도 했다.

## 판결과 반응
2008년 7월 31일 서울남부지방법원 민사합의15부는, 농림수산식품부가 청구한 7개 정정 및 반론보도 내용 중 《PD수첩》이 주저앉은 소를 광우병에 걸렸거나 걸렸을 가능성이 큰 소로 보도한 내용, 대한민국 국민이 광우병에 더 걸릴 가능성이 많다고 보도한 내용 2개에 대해서는 정정보도를 해야 한다고 판결했다. 또 정부가 특정위험물질(SRM) 5개의 수입을 허용한 것처럼 보도했다는 부분에 대해서는 반론보도를 해야 한다고 밝히고, 나머지 4개는 기각했다. 이에 대해 MBC 《PD수첩》 측은 재판부의 판단은 자의적 판단이라며 항소하였다.
항소심에서도 중 일부가 사실에 부합하지 않아 정정 보도를 해야 한다는 판결이 나왔다. 농림수산식품부가 7가지 내용을 정정 또는 반론 보도해야 한다며 MBC 《PD수첩》을 상대로 낸 소송에서 재판부는 다음과 같이 판결하기를 한국인은 광우병이 걸릴 위험이 크다는 것과, 미국에서 광우병이 발생해도 정부가 대처할 수 없다는 부분, 정부가 광우병 위험을 모르거나 은폐한다는 3가지 내용은 정정보도해야 하며, 정부가 특정위험물질(SRM)의 수입을 허용한 것처럼 왜곡 보도했다는 부분에 대해서는 반론 보도를 해야 한다고 결정했다. 이 결정에 대해 제작진은 항소 의사를 밝혔다.
2009년 12월 21일 서울중앙지법 형사 13단독 문성관 판사 심리로 열린 결심 공판에서, 검찰은 “아무리 제작진이 허위로 사실을 인식하고 있었는데도 왜곡 보도를 하는 등 죄질이 불량하다”며 《PD수첩》의 조능희 CP, 김보슬 PD, 김은희 작가에게는 징역 3년을, 송일준 PD와 이춘근 PD에게는 각각 징역 2년을 구형했다. 검찰은 “방송이 촛불 시위와 반정부 시위로 이어져 1조 9000억 원에 달하는 사회적 비용을 야기했다”고 주장하였다. 이에 대해 변호인단은 “아무리 제작진들이 비판 보도를 했다고 명예훼손으로 처벌하는 것은 세계적으로도 유례가 없는 일”이라고 무죄를 주장했다.
2010년 1월 20일, 검찰이 협상단 등에 대한 명예훼손 혐의로 《PD수첩》 제작진을 기소한 사건에 대해 법원은 《PD수첩》 제작진 전원에게 무죄 판결을 내렸으며, 그 판결에서 다우너 소, 아레사 빈슨 허위 번역, 명예훼손, 업무방해 등의 모든 혐의를 부정하였고, 《PD수첩》의 “SRM 수입” 보도 판결에 대해서도 “허위 보도가 아니다.”라고 판결을 내렸다. 이 판결에 대해 법정에 참가한 대한민국 어버이연합은 반발하며 법정 안에서 소란을 피우기도 했다.
2010년 12월 3일, 검찰의 항소로 진행된 2심 공판에서 법원은 《PD수첩》 제작진에 대해 무죄 판결을 내렸다. 재판부는 ‘다우너 소’(주저앉는 소)가 광우병에 걸렸다는 부분, 미국인 아레사 빈슨의 사망 원인이 광우병이란 부분, 한국인의 MM형 유전자가 광우병 발병 등에서 일부 허위사실이 인정되나, 명예를 훼손하거나 업무를 방해하려는 고의가 있었다고 보긴 어렵고 언론의 자유를 폭넓게 보장한 우리 헌법에 비춰볼 때 형사처벌 대상이 아니다”라고 판단했다.
2010년 1월 26일 보수단체가 MBC 《PD수첩》을 상대로 제기한 사과방송·정정보도·손해배상 청구 관련 민사소송에서 《PD수첩》 제작진의 승소 판결을 내렸다.
무죄 판결 이후로 각 언론사들은 사설과 기사들을 쏟아내었으나, 평가는 상반되었다. 진보 언론인 경향신문은 “PD수첩 무죄, ‘촛불 보복’에 내린 심판이다”라는 사설을 통해 PD수첩 보도의 정당성을 역설하였으며, 한겨레는 “‘정치검찰’의 억지 기소 일축한 피디수첩 판결”이라는 제목의 사설을 통해 검찰의 무리한 기소를 비판하였다. 그러나 보수 언론인 조중동과 쿠키뉴스, 문화일보 등은 판결 내용보다는 “문성관 판사 어이없다” 등의 비난을 쏟아내며 판사 개인의 자질과 성향을 문제 삼거나, 사법부가 독선하고 있다는 주장을 하였다. 조중동은 여기서 더 나아가 문성관 판사의 얼굴을 공개함으로써 사법부 길들이기를 한다는 비판을 받았다.
민주당은 “이 사건은 정부가 언론의 자유를 과도하게 억압하기 위해 법적 분쟁으로 끌고 간 명백한 정치적 사건이며 따라서 이 문제에 대한 법원의 판결은 국민의 상식에 부합한 판결”이라며 판결을 환영하였으나, 한나라당은 이에 반발하여 "판사들의 인생·자질을 공개 검증할 것"이라며 사법부 개혁에 나설 계획을 밝혀 3권 분립에 의한 사법부 독립성 침해 논란으로까지 번지기도 하였다. 민주당은 이에 대해 "여권의 사법부 흔들기가 도를 넘었다"며 사법부의 독립성 침해에 대한 우려를 표명하였다.
진보성향 시민단체들은 일제히 환영하는 입장을 나타냈다. 전국언론노조는 “정보를 독점하고 있는 권력에 맞서 국민에게 진실을 알리려는 언론의 가치를 사법부가 전적으로 인정한 것”이라고 평가했고, 한국기자협회는 “이번 판결은 진실을 알리려는 언론의 가치는 함부로 침해될 수 없다는 헌법적 가치를 재확인한 것”이라고 평가했다. 민주언론시민연합도 “정권과 검찰, 수구언론이 합작한 희대의 언론 탄압 ‘PD수첩 죽이기’는 실패했다”며 법원의 판결을 환영하는 한편, 정부의 언론 탄압을 비판하였다.
《PD수첩》의 무죄 판결에 대한 여론조사를 실시한 결과 국민들이 판사라면 “무죄 판결을 내렸을 것”이라는 응답이 57.6%로 나타나 “유죄 판결을 내렸을 것”이라는 응답률 30.3%보다 많았다. 그러나 이 여론 조사는 조사 대상의 정치적인 성향에 따라 찬반양론이 크게 갈리는 양상을 보였는데, 한나라당 및 친박연대 지지자는 유죄 판결을 내렸을 것이라는 응답이 많았으나, 민주당을 비롯한 그 외 정당의 지지자는 무죄 판결을 내렸을 것이라는 응답이 압도적으로 많았다.
2심 판결 이후 정운천 전 농림수산식품부 장관은 응어리 가운데 절반은 풀린 기분이라고 말했다. “《PD수첩》의 명예훼손 부분에서 무죄가 나와 아쉽지만 그래도 일부 내용에 대해 허위, 과장이 있었다는 점이 새롭게 나와 다행”이라며, “개인적으론 명예훼손 사건이지만 국가 차원에서는 법과 원칙에 따라 진실 규명을 해야 하는 일인 만큼 법원이 일부(3가지) 사안에 대해 제대로 판단해준데 대해 고맙게 생각한다.”라고 말했다.
《PD수첩》 제작진에 대한 무죄 판결은 국회에도 영향을 미쳤다. 법원의 판결 경향을 불만스럽게 봤던 한나라당과 검찰 개혁을 요구해 온 민주당 사이에 “법조개혁”이라는 접점이 생겼다. 이후 국회에는 사법제도개혁특별위원회가 결성되었고, 논의 끝에 2011년 3월 10일, 검찰의 중수부를 폐지하고 검찰, 법원의 비리를 수사하는 특별수사처 신설, 전관예우 문제를 해결하기 위한 법안 등의 법을 발의하기에 이른다.
2011년 9월 2일 미국산 쇠고기의 광우병 위험성에 대해 왜곡·과장 보도를 해 정운천 전 농림수산식품부 장관의 명예를 훼손한 혐의 등으로 기소된 조능희 CP 등 《PD수첩》 제작진 5명에게 무죄를 선고한 원심을 확정했다. 대법원은 "보도내용 중 일부가 객관적 사실과 다른 허위사실의 적시에 해당하지만, 국민 먹거리와 관련된 정부 정책에 대한 여론 형성에 이바지할 수 있는 공공성 있는 사안을 보도 대상으로 한 데다, 보도내용이 공직자인 피해자의 명예와 직접적인 연관이 없고 악의적인 공격으로 볼 수 없다는 점에서 명예훼손의 죄책을 물을 수 없다고 판단한 원심은 정당하다"고 판결했다.
이 재판에서 주요 쟁점은 7가지로 다음과 같다.

1. 주저앉은 소가 광우병에 걸렸을 가능성이 크다는 보도
2. 아레사 빈슨의 사망 원인이 광우병이라는 보도
3. 대한민국 정부가 월령 30개월 미만인 소의 SRM 5가지에 대한 수입을 허용했다는 보도
4. 대한민국 국민이 광우병에 걸릴 가능성이 더 크다는 보도
5. 미국에서 광우병 발생 시 우리 정부가 독자적 조치를 취할 수 없다는 보도
6. 라면 스프, 알약 캡슐, 화장품 등에 의해서도 인간광우병에 감염될 수 있다는 보도
7. 대한민국 정부가 수입 위생 조건을 졸속으로 개정했다는 보도

이중에서 대법원에 의해 허위사실이 확정된 대목은 1. 주저앉은 소가 광우병에 걸렸을 가능성이 크다는 보도 2. 아레사 빈슨의 사망원인이 광우병이라는 보도 4. 대한민국 국민이 광우병에 걸릴 가능성이 더 크다는 보도다. 대법원은 “우리 국민이 광우병에 걸릴 가능성이 더 크다는 보도” 부분만 정정보도가 필요하다고 판단했다. 대법원은 “후속 보도의 전체적인 취지가 ‘엠엠(MM)형 특정유전자형과 인간광우병 사이에는 연관성이 있다’는 것으로, 이 사건 보도의 허위성을 교정함에 있어 필요하고도 적절한 수준의 정정 보도라고 볼 수 없다”며 “정정 보도를 명한 원심 판단은 정당하다”라고 밝혔다. 이 외에 나머지는 정정보도를 하지 않아도 된다고 판결을 내렸다. 또한 《PD수첩》의 후속 정정보도에 대해서도 “프로그램이 끝나는 부분에 진행자의 짧은 설명으로만 구성되어 있을 뿐 자막이나 화면의 구성에 있어서 정정 보도라는 점을 표시하고 있지도 않았다”라고 말했다.
2011년 9월 5일 문화방송은 대법원의 판결에 대한 사고를 내며, “형사상 명예훼손에 대해 무죄 판결을 내렸지만 보도의 주요 내용은 허위라고 판시해 진실 보도를 생명으로 하는 언론사로서 책임을 통감한다.”라고 발표했다. 이어 “문화방송이 잘못된 정보를 제공한 것은 어떤 이유로도 합리화될 수 없으며 당시 문화방송의 잘못된 정보가 국민의 정확한 판단을 흐리게 해 혼란과 갈등을 야기했다는 지적도 겸허하게 받아들인다.”라고 밝혔다. 이에 대해 MBC 기자회는 9월 8일 ‘누구한테 사과한 것인가? 시청자인가, 정권인가?’란 제목의 성명을 통해 “판결은 유죄가 아닌 무죄 판결이며 대법원이 정부의 정책 결정에 대한 언론의 정당한 감시와 비판을 인정한 게 핵심”인데도 경영진과 보도국 핵심간부들은 “이는 외면한 채 ‘석고대죄’하는 데 급급했다. 부끄럽다고 참담하다”는 입장을 밝혔다. 이어 “보도국 편집회의의 정상정인 논의 절차를 거치지 않았다. 토론이 생략된 채 오후 늦게 큐시트에 추가됐을 뿐 부장들도 내용을 몰랐다.”라며 사과보도 결정 과정에 대한 비판도 제기했다. 한편 문화방송은 《PD수첩》 제작자 때문에 사과를 하게 되었다며 관계자들을 징계 조치했다.

## 수상
- 《PD수첩》의 광우병 보도는 PD협회 이달의 PD상, 기자협회 특별상, 민주언론상, 송건호언론상을 수상했다.[70]
- 《PD수첩》의 광우병 보도에 대해 문제 제기를 했던 번역가 정지민에 대해 시민단체 바른사회시민회의는 ‘바른사회를 지키는 아름다운 사람’상을 수여했다.[71]

## 같이 보기
- PD수첩
- 2008년 대한민국 미국산 쇠고기 수입 협상 논란
- 2008년 대한민국의 촛불 시위
- 국제수역사무국